# Журжій Андрій Валерійович
Андрій Валерійович Журжій (нар. 19 березня 1978, Умань, Черкаська область, УРСР) — український підприємець, юрист. Засновник та CEO REIT-компанії Inzhur.

## Кар'єра
2004 року закінчив факультет цивільного права та підприємництва Одеської юридичної академії.
2008 року заснував компанію «Інвестиційні партнери», згодом включену до групи «Inzhur». У третьому кварталі 2024 року за даними Української асоціації інвестиційного бізнесу, компанія посідала № 2 на українському ринку цінних паперів за кількістю фондів і вартістю чистих активів (ВЧА) в управлінні.
У 2009 році заснував Inzhur Capitals, що займається продажем і зберіганням цінних паперів. 2024 року вона мала укладених угод з цінними паперами на 65 млрд грн.
2016 року заснував будівельну компанію Smile Development (нині Inzhur BUD), яка спеціалізується на будівництві комерційних об'єктів для «Сільпо», «Фора» і McDonald's, а також житловій нерухомості — ЖК «Оптимісто». До 2024 року компанія побудувала 250 тис. м2 об'єктів.
2022 року створив Inzhur, RЕІТ-компанію (Real Estate Investment Trust), яка дає змогу людям об'єднуватися для інвестування у комерційну нерухомість. Співвласники отримують дохід від орендних виплат і зростання капіталізації об'єктів.

### Юридична кар'єра (2005—2014)
З 2005 по осінь 2014 року — керівник юридичного департаменту Fozzy Group.

### Політична кар'єра (2014—2018)
З 27 листопада 2014 по липень 2018 року — нардеп VIII скл. Верховної ради України, член фракції «Самопоміч», перший заступник голови комітету з питань податкової та митної політики. На цій посаді лобіював закон про держзакупівлі (Prozorro), про зниження податкового тиску (зниження ЄСВ на заробітну плату) та протидію відновленню податкової міліції.
2017 — один із ініціаторів закону про забезпечення функціонування української мови як державної.
У липні 2018 року склав депутатські повноваження за власним бажанням.

## Громадянська діяльність
- Член Правління Асоціації правників України[20];
- Член Громадської ради при Антимонопольному комітеті України[21];
- Голова Дисциплінарного комітету Української асоціації інвестиційного бізнесу[19];
- Співзасновник Асоціації податкових радників[22].
- 2023 року сприяв ГО «Фонд Великий Льох» у пошуках поховання Богдана Хмельницького та археологічних розкопках Богоявленського собору, у склепі якого може перебувати поховання Петра Сагайдачного.[23]

## Сім'я
Одружений, виховує чотирьох дітей.

## Визнання
- 2008 та 2013 — найкращий корпоративний юрист України за версією газети «Юридична практика»[24]
- 2010 — № 3 серед найкращих юристів України у сфері оподаткування за версією газети «Юридична практика»[24]
- 2024 — видання NV.ua додало Журжія до списку «100 людей десятиліття»[25][26]